# Aasgarnalen (orde)
Aasgarnalen (Mysida) vormen een orde van de Peracarida, die op zijn beurt een van de superordes is, waarin de klasse Malacostraca wordt onderverdeeld. Er zijn een 1132-tal soorten beschreven in slechts twee families. Hiervan komen 18 soorten voor in het Belgische deel van de Noordzee.

## Anatomie
Aasgarnalen bezitten een goed ontwikkeld carapax, dat echter nooit met meer dan vier van de voorste thoracale segmenten is vergroeid. Tussen de kop en het eerste segment van het borststuk (thoracomeer) bevindt zich een interne afscheiding. De tweede antenne is tweetakkig, en de exopodiet (buitenste tak) vormt een grote scaphoceriet.
Het pleon (achterlijf) draagt gereduceerde pleopoden en is voorzien van een goed ontwikkelde staartwaaier, gevormd door de uropoden (staartpootjes) en een telson (staartstukje).
Mysida bezitten geen kieuwen en de uropoden zijn meestal voorzien van een statocyst.

## Ecologie
Levende aasgarnaaltjes kunnen herkend worden aan hun garnaalachtig uiterlijk, hun min of meer cilindrisch uiterlijk, hun vrijzwemmende levenswijze en hun nogal beperkte grootte. Volwassen exemplaren zijn tussen 6 en 25 mm lang. Ze zijn meestal transparant en krijgen hun kleur vaak door de inhoud van het maag-darmkanaal.
Mysida worden één tot twee jaar oud. Ondiepwatersoorten zijn vaak relatief ongevoelig voor temperatuurswisselingen (eurytherm) en zoutgehalte (euryhalien). Ze komen soms redelijk ver stroomopwaarts in estuaria voor, in brakwater.
De meeste soorten zwemmen traag rond vlak boven de bodem en voeden zich met kleine deeltjes detritus en kleine organismen. Ze vertonen getijdegebonden, diurnale (dag/nacht) en seizoenale cycli. 's Nachts zwermen ze vaak naar het oppervlak.

## Systematiek
Aasgarnalen zijn nauw verwant met de orde Stygiomysida. Vroeger werden ze ook verwant geacht met de Lophogastrida met wie ze samen in de orde Mysidacea werden ondergebracht.
De orde Mysida is onderverdeeld in twee families:
- Mysidae
  - Boreomysinae
  - Erythropinae
  - Gastrosaccinae
  - Heteromysinae
  - Leptomysinae
  - Mancomysinae
  - Mysidellinae
  - Mysinae
  - Rhopalophthalminae
  - Siriellinae
- Petalophthalmidae